# Billingen
Billingen is een tafelberg in het Zweedse landschap Västergötland. Het hoogste punt ligt 304 boven zeeniveau. De tafelberg vormt een plateau met een lengte in noord-zuidrichting van 23 km en een breedte van 14 km. Het plateau is bedekt met bos en hoogveen, waarvan een gedeelte binnen het natuurgebied Blängsmossen valt. De stad Skövde is voor een deel op de oostelijke hellingen van Billingen gebouwd.

## Geologie
Billingen bestaat uit sedimentair gesteente, dat afgezet is gedurende het Cambrium, Ordovicium en Siluur, dat wordt afgedekt door een dolerietsill. De aanwezigheid van doleriet wordt geassocieerd wordt met de vorming van de Osloslenk gedurende het Perm. Er zijn meerdere groeves waar de Paleozoïsche kalksteen gewonnen wordt voor cementproductie, ook de doleriet wordt tegenwoordig nog gewonnen.
Billingen speelde tevens een belangrijke rol in de laatste fase van het Pleistoceen. Rond het Jonge Dryas had de Scandinavische ijskap zich teruggetrokken tot Billingen. De ijskap vormde samen met Billingen een dam voor het Baltisch IJsmeer, waarvan het water niveau 25 meter hoger was dan dat van de Noordzee. Toen de ijskap zich aan het eind van het Jonge Dryas (11.600 BP) verder terugtrok, kwam het lager gelegen land ten noorden van Billingen vrij te liggen en kon het water wegstromen uit het IJsmeer. Dit was een catastrofale gebeurtenis vergelijkbaar met een jökulhlaup.